# Comic Gardo
Comic Gardo是日本公司OVERLAP旗下的漫畫網站，2016年12月22日開始營運。
主要負責連載OVERLAP文庫、OVERLAP NOVELS這兩家小說的改編漫畫，有時也會連載部分原創作品與他社旗下的小說改編漫畫。
早期以每月10號和25號兩天進行更新，2019年7月網站改版後就固定於每周五更新漫畫連載。

## 部份連載作品
- 平凡職業造就世界最強（2016年12月22日至今）
- 異世界魔法實在太落後！（2016年12月22日至今）
- WORLD TEACHER 異世界式教育特務（2016年12月22日至今）
- 骸骨騎士大人異世界冒險中（2017年2月10日至今）
- BanG Dream! 少女樂團派對 Roselia Stage（2017年2月10日至今）
- 擁有超常技能的異世界流浪美食家（2017年3月24日至今）
  - 擁有超常技能的異世界流浪美食家 史伊的大冒險（2018年8月24日至今）
- 現實主義勇者的王國重建記（2017年7月10日至今）
- 世界盡頭的聖騎士（2017年9月25日至今）
- 非自願的不死冒險者（2017年11月24日至今）
- 黑之召喚士（2018年1月11日至今）
- 魔王築城記！～最強迷宮是近代都市～（2018年3月9日至今）
- 身為暗殺者的我明顯比勇者還強（2018年7月10日至今）
- 獲得超弱技能【地圖化】的少年跟最強隊伍一起挑戰迷宮（2018年9月25日至今）
- 從Lv2開始開外掛的前勇者候補過著悠哉異世界生活（2019年1月10日至今）
- 孤單一人的異世界攻略（2019年1月25日至今）
- 在異世界享受慢活（願望）（2019年7月12日至今）
- 異世界迷宮最深部為目標（2019年7月19日至今）
- 靠廢柴技能【狀態異常】成為最強的我將蹂躪一切（2019年7月26日至今）
- 月收50萬卻覺得人生乏味的OL，用30萬僱用我對她說妳回來了，這工作真是好賺（2019年4月17日至今）
- 和沒有信徒的女神大人一起攻略異世界（2019年4月24日至今）
- 平凡上班族到異世界當上了四天王的故事（2019年12月27日至今）
- 我的女兒們身為S級冒險者卻是重度父控（2020年5月1日至今）
- 輪迴第7次的惡役令孃，在前敵國享受自由自在的新娘生活（2020年12月4日至今）
- 被放逐的S級鑑定士打造了最強公會（2021年4月23日至今）
- 我是星際國家的惡德領主！（2021年5月28日至今）
  - 我是星際國家的英雄騎士！（2023年7月21日至今）
- 黑鳶的聖者～被趕出隊伍的回復術士，以充沛無比的魔力使闇魔法登峰造極～（2021年9月10日至今）
- 我的網婆是超人氣偶像～冰山美人的她在現實世界也想當我老婆～（2022年12月2日至今）
- 在現代社會變成女性向遊戲的反派千金有點傷腦筋啊（2022年12月9日至今）
- 班裏的人氣偶像黏上了一輩子不想工作的我（2023年3月17日至今）
- 造成我心理陰影的女生們今天也不時偷看我，只可惜為時已晚（2023年5月19日至今）

## 外部連結
- 官方网站（日語）